# Enoplognatha juninensis
Enoplognatha juninensis es una especie de araña araneomorfa del género Enoplognatha, familia Theridiidae. Fue descrita científicamente por Keyserling en 1884.
Habita en Perú.